# Basileuterus
Basileuterus – rodzaj ptaków z rodziny lasówek (Parulidae).

## Rozmieszczenie geograficzne
Rodzaj obejmuje gatunki występujące w Ameryce Południowej i Centralnej oraz w Meksyku.

## Morfologia
Długość ciała 12,5–15 cm; masa ciała 7–21 g.

## Systematyka

### Etymologia
Basileuterus: gr. βασιλευτερος basileuteros ‘bardziej królewski’, stopień wyższy od βασιλευς basileus ‘król’; te ostatnie stosowane przez Arystotelesa do określenia małego ptaka zazwyczaj identyfikowanego jako strzyżyk, ale także przypuszczalnie może to być mysikrólik.

### Podział systematyczny
Do rodzaju należą następujące gatunki:
- Basileuterus rufifrons (Swainson, 1838) – koronówka rdzawoucha
- Basileuterus delattrii Bonaparte, 1854 – koronówka rdzawolica
- Basileuterus melanogenys S.F. Baird, 1865 – koronówka czarnolica
- Basileuterus ignotus Nelson, 1912 – koronówka panamska
- Basileuterus belli (Giraud, 1841) – koronówka złotobrewa
- Basileuterus culicivorus (Deppe, 1830) – koronówka szarogrzbieta
- Basileuterus trifasciatus Taczanowski, 1880 – koronówka Taczanowskiego
- Basileuterus melanotis Lawrence, 1868 – koronówka kostarykańska
- Basileuterus tacarcunae Chapman, 1924 – koronówka górska
- Basileuterus tristriatus (von Tschudi, 1844) – koronówka paskogłowa